# Liste der Nummer-eins-Hits in der Schweiz (1974)
Dies ist eine Liste der Nummer-eins-Hits in der Schweiz im Jahr 1974. Sie basiert auf den Top 10 Singles der offiziellen Schweizer Hitparade. Es gab in diesem Jahr neun Nummer-eins-Singles.

## Singles
| ← 1973 ← | Liste der Nummer-eins-Hits in der Schweiz | Liste der Nummer-eins-Hits in der Schweiz | Liste der Nummer-eins-Hits in der Schweiz                                                                   | 1975 →                    |
| \| Zeitraum \| Wo. ges. \| Interpret \| Titel Autor(en) \| Zusätzliche Informationen \| \| (Zeitraum, Wochen auf Platz eins, Interpret, Titel, Autor[en], zusätzliche Informationen) \| \| \| \| \| \| ----------------------------------------------------------------------------------------- \| -------- \| ------------------------- \| ----------------------------------------------------------------------------------------------------------- \| ------------------------- \| \| 21. November 1973 – 21. Februar 1974 13 Wochen \| 13 \| Lobo \| I’d Love You to Want Me Musik: Roland Kent Lavoie, Jose Angel Ramon Robles Ramalho; Text: Roland Ken Lavoie \| – \| \| 22. Februar 1974 – 19. März 1974 4 Wochen \| 4 \| The Les Humphries Singers \| Kansas City Les Humphries, James Robert Bilsbury \| – \| \| 20. März 1974 – 23. April 1974 5 Wochen \| 5 \| Cash and Carry \| Tchip Tchip Musik: Werner Thomas; Text: Louis Julien van Rijmenant \| – \| \| 24. April 1974 – 25. Juni 1974 9 Wochen \| 9 \| ABBA \| Waterloo Benny Goran Bror Andersson, Stig Erik Leopold Anderson, Björn K. Ulvaeus \| – \| \| 26. Juni 1974 – 16. Juli 1974 3 Wochen \| 3 \| Terry Jacks \| Seasons in the Sun Jacques Romain Brel; englischer Text: Rod McKuen \| – \| \| 17. Juli 1974 – 10. September 1974 8 Wochen \| 8 \| The Rubettes \| Sugar Baby Love Wayne Bickerton, Tony Waddington \| – \| \| 11. September 1974 – 22. Oktober 1974 6 Wochen \| 6 \| George McCrae \| Rock Your Baby Harry Wayne Casey, Richard Finch \| – \| \| 23. Oktober 1974 – 5. November 1974 2 Wochen \| 2 \| Dalida \| Gigi l’amoroso Musik: Andrias Andrians, Lana Sebastian; Text: Michele Michaele \| – \| \| 6. November 1974 – 30. Januar 1975 12 Wochen \| 12 \| Donny & Marie Osmond \| I’m Leaving It All Up to You Dewey Terry, Don F. Harris \| – \| |                                           |                                           | |                           |
| ← 1973 |                                           |                                           | | → 1975 →                  |
| Zeitraum | Wo. ges.                                  | Interpret                                 | Titel Autor(en)                                                                                             | Zusätzliche Informationen |
| (Zeitraum, Wochen auf Platz eins, Interpret, Titel, Autor[en], zusätzliche Informationen) |                                           |                                           | |                           |
| 21. November 1973 – 21. Februar 1974 13 Wochen | 13                                        | Lobo                                      | I’d Love You to Want Me Musik: Roland Kent Lavoie, Jose Angel Ramon Robles Ramalho; Text: Roland Ken Lavoie | –                         |
| 22. Februar 1974 – 19. März 1974 4 Wochen | 4                                         | The Les Humphries Singers                 | Kansas City Les Humphries, James Robert Bilsbury                                                            | –                         |
| 20. März 1974 – 23. April 1974 5 Wochen | 5                                         | Cash and Carry                            | Tchip Tchip Musik: Werner Thomas; Text: Louis Julien van Rijmenant                                          | –                         |
| 24. April 1974 – 25. Juni 1974 9 Wochen | 9                                         | ABBA                                      | Waterloo Benny Goran Bror Andersson, Stig Erik Leopold Anderson, Björn K. Ulvaeus                           | –                         |
| 26. Juni 1974 – 16. Juli 1974 3 Wochen | 3                                         | Terry Jacks                               | Seasons in the Sun Jacques Romain Brel; englischer Text: Rod McKuen                                         | –                         |
| 17. Juli 1974 – 10. September 1974 8 Wochen | 8                                         | The Rubettes                              | Sugar Baby Love Wayne Bickerton, Tony Waddington                                                            | –                         |
| 11. September 1974 – 22. Oktober 1974 6 Wochen | 6                                         | George McCrae                             | Rock Your Baby Harry Wayne Casey, Richard Finch                                                             | –                         |
| 23. Oktober 1974 – 5. November 1974 2 Wochen | 2                                         | Dalida                                    | Gigi l’amoroso Musik: Andrias Andrians, Lana Sebastian; Text: Michele Michaele                              | –                         |
| 6. November 1974 – 30. Januar 1975 12 Wochen | 12                                        | Donny & Marie Osmond                      | I’m Leaving It All Up to You Dewey Terry, Don F. Harris                                                     | –                         |

## Jahreshitparade
| ← 1973 ← | Liste der Nummer-eins-Hits in der Schweiz                                                                        | Liste der Nummer-eins-Hits in der Schweiz | Liste der Nummer-eins-Hits in der Schweiz | 1975 →   |
| \| Position# \| Singles \| \| --------- \| ---------------------------------------------------------------------------------------------------------------- \| \| 1 \| Seasons in the Sun Terry Jacks Jacques Romain Brel; englischer Text: Rod McKuen \| \| 2 \| Waterloo ABBA Benny Goran Bror Andersson, Stig Erik Leopold Anderson, Björn K. Ulvaeus \| \| 3 \| Sugar Baby Love The Rubettes Wayne Bickerton, Tony Waddington \| \| 4 \| Tchip Tchip Cash and Carry Musik: Werner Thomas; Text: Louis Julien van Rijmenant \| \| 5 \| Gigi l’amoroso Dalida Musik: Andrias Andrians, Lana Sebastian; Text: Michele Michaele \| \| 6 \| Kansas City The Les Humphries Singers Les Humphries, James Robert Bilsbury \| \| 7 \| Rock Your Baby George McCrae Harry Wayne Casey, Richard Finch \| \| 8 \| The Entertainer Marvin Hamlisch Scott Joplin \| \| 9 \| I’d Love You to Want Me Lobo Musik: Roland Kent Lavoie, Jose Angel Ramon Robles Ramalho; Text: Roland Ken Lavoie \| \| 10 \| Nutbush City Limits Ike & Tina Turner Tina Turner \| | |                                           |                                           |          |
| ← 1973 | |                                           |                                           | → 1975 → |
| Position# | Singles |                                           |                                           |          |
| 1 | Seasons in the Sun Terry Jacks Jacques Romain Brel; englischer Text: Rod McKuen                                  |                                           |                                           |          |
| 2 | Waterloo ABBA Benny Goran Bror Andersson, Stig Erik Leopold Anderson, Björn K. Ulvaeus                           |                                           |                                           |          |
| 3 | Sugar Baby Love The Rubettes Wayne Bickerton, Tony Waddington                                                    |                                           |                                           |          |
| 4 | Tchip Tchip Cash and Carry Musik: Werner Thomas; Text: Louis Julien van Rijmenant                                |                                           |                                           |          |
| 5 | Gigi l’amoroso Dalida Musik: Andrias Andrians, Lana Sebastian; Text: Michele Michaele                            |                                           |                                           |          |
| 6 | Kansas City The Les Humphries Singers Les Humphries, James Robert Bilsbury                                       |                                           |                                           |          |
| 7 | Rock Your Baby George McCrae Harry Wayne Casey, Richard Finch                                                    |                                           |                                           |          |
| 8 | The Entertainer Marvin Hamlisch Scott Joplin                                                                     |                                           |                                           |          |
| 9 | I’d Love You to Want Me Lobo Musik: Roland Kent Lavoie, Jose Angel Ramon Robles Ramalho; Text: Roland Ken Lavoie |                                           |                                           |          |
| 10 | Nutbush City Limits Ike & Tina Turner Tina Turner                                                                |                                           |                                           |          |